# Salerno di Coppo
Salerno di Coppo war ein italienischer Maler, der vermutlich zwischen 1270 und 1310 tätig war (nachweisbar 1274).

## Leben

### Bekannte Fakten und daraus resultierende Erkenntnisse
Sohn des Malers Coppo di Marcovaldo, dessen Schüler er auch war. Bis heute ist nur ein Dokument bekannt, in dem Salerno erwähnt wird. Dabei handelt es sich um ein Bittgesuch des Vorstehers des Doms von Pistoia, der im Jahr 1274 den Rat der Stadt darum bittet, den im Schuldturm einsitzenden Maler Salerno di Coppo freizulassen. Dieser sollte, zusammen mit seinem Vater, fünf „schöne Bilder“ für den Dom malen, von denen sich nur ein Kruzifix erhalten hat. Dieses wird aus stilistischen Gründen überwiegend dem Salerno zugewiesen. Trotz der unverkennbaren Nähe zum Kruzifix in San Gimignano, das als unzweifelhaftes Werk des Coppo di Marcovaldo gilt, weist das Kruzifix in Pistoia doch eine Formensprache auf, die dem Vater fremd war. Diese Formensprache kehrt auch auf einem, ebenfalls in Pistoia befindlichen Kreuzigungsfresko wieder, das kurz nach dem Kruzifix gemalt worden sein muss, denn es stellt bereits eine noch weitere Abkehr von den Werken des Vaters dar. Von diesem Fresko führt der Weg zu zwei weiteren Tafelbildern, eine Kreuzigung und einen Heiligen Franziskus, deren Nähe zum Kruzifix im Dom von Pistoia schon früh erkannt worden ist, die sich aber erst durch das Kreuzigungsfresko als Werke eines Künstlers erkennen lassen.

### Der sogenannteBadia a Isola-Meister
Da allgemein angenommen wird, dass Salerno di Coppo, bei seiner einzigen Nennung in alten Dokumenten, von 1274, noch sehr jung war, ist man überwiegend davon überzeugt, dass er mit Sicherheit nicht gleich nach diesem Datum gestorben ist. Man begann also nach weiteren Fakten zu suchen. Unter der riesigen Anzahl früher italienischer Tafelbilder und Fresken, die bisher keinem Künstler namentlich zugewiesen werden können, verweist Dieter Weidmann auf den sogenannten Badia-a-Isola-Meister. Dieser gilt in der Kunstwissenschaft weithin als ein Maler, der sowohl an Duccio di Buoninsegna als auch an Cimabue erinnert und wie ein Vermittler zwischen ihnen wirkt. Benannt wird er nach seinem vermeintlichen Hauptwerk, einer Maestà in Badia a Isola. Zwar halten viele Forscher den Badia a Isola-Meister für einen Schüler Duccios, doch verweisen etliche Stilmerkmale auf eine ältere Malerschule, so dass es logischer erscheint, in ihm eher einen etwas älteren Zeitgenossen zu sehen. Viele stilistischen Merkmale auf den Bildern dieses anonymen Malers weisen große Ähnlichkeit zu den Bildern auf, die man wohl mit Recht als eigenhändige Werke des Salerno di Coppo betrachtet, so dass Weidemann überzeugend darlegt, dass es sich beim Badia a Isola-Meister nur um Salerno handeln kann.

### Weitere vermutete Lebensdaten
Zwischen dem Auftreten Salerno di Coppos, das man aufgrund der ihm zugeschriebenen Werke bis etwa 1280 vermuten kann und dem ersten Auftreten des Badia a Isola-Meister, gegen 1290, klafft eine Lücke, die sich allerdings, laut Weidemann, problemlos mit einer Gruppe von Werken auffüllen lässt, die sich um die in der Autorenschaft sehr umstrittene, sogenannte Crevolemadonna reiht. Diese Werke wirken stilistisch wie auch in der Formensprache, wie ein natürliches Bindeglied zwischen Salerno und dem Badia a Isola-Meister. Es gibt so viele figürliche und gestalterische Übereinstimmungen, dass es sehr wahrscheinlich ist, dass alle Tafeln von der gleichen Hand gemalt worden sind.
Die Schwelle vom Duecento zum Trecento überschreitet eine kleine, in der Autorenschaft ebenfalls sehr umstrittene Tafel mit der Geißelung Christi, die sich heute in New York befindet. Auch auf ihr kehren viele aus dem Werk Salernos vertraute Elemente wieder, so dass Weidemann auch in ihr ein spätes Werk des Salerno vermutet. Er vergleicht die Tafel mit der auf dem Kruzifix in Pistoia dargestellten Geißelung, die zahlreiche Übereinstimmungen aufweisen und vermutlich von einem Künstler herrühren, der sich künstlerisch zwar weiterentwickelt hat, in zahlreichen Details aber an herkömmlichen Gestaltungsmustern festhält.

## Resümee
Salerno di Coppo kann vermutlich als einer der bedeutendsten und innovativsten Maler am Ende des 13. Jahrhunderts betrachtet werden. Wie kaum ein anderer Künstler seiner Zeit verstand er es, die florentinische und sienesische Malschule miteinander zu verbinden und hat damit einen vorbildlichen Einfluss auf den jüngeren Duccio ausgeübt.

## Werke
- Badia a Isola, Kirche der Heiligen Salvator und Cyrinus
  - Maestà. um 1290–1300 (wird dem Badia a Isola-Meister zugeschrieben)
- Bologna, Collezione privata
  - Die Kreuzigung Christi. um 1275–1280
- Campagnatico
  - Maria mit dem Kinde. um 1280–1290 (zugeschrieben)
- Castelfiorentino, Pinacoteca
  - Maria mit dem Kinde. um 1290–1300 (wird dem Badia a Isola-Meister zugeschrieben)
- Grosseto, San Francesco
  - Kruzifix. um 1290–1300 (wird dem Badia a Isola-Meister zugeschrieben)
- New York, Frick-Collection
  - Die Geißelung Christi. um 1300–1310 (zugeschrieben)
- Philadelphia, Institute of Art
  - Der heilige Franziskus. um 1275–1280
- Pistoia, Duomo
  - Kruzifix. 1274
  - Maria mit dem Kinde. um 1275–1280  (Fresko-Fragment)
- Pistoia, San Domenico
  - Die Kreuzigung Christi. um 1275 (Fresko)
- Siena, Duomo
  - Maria mit dem Kinde (Crevolemadonna). um 1280–1290 (zugeschrieben)
- Siena, Kapuzinerkonvent
  - Maria mit dem Kinde. um 1280–1290 (zugeschrieben)
- Siena, Pinacoteca Nazionale
  - Maria mit dem Kinde. um 1290–1300 (wird dem Badia a Isola-Meister zugeschrieben)
- Utrecht, Aartbisschoppelijk Museum
  - Maria mit dem Kinde. um 1290–1300 (Fragment – wird dem Badia a Isola-Meister zugeschrieben)
- Verbleib unbekannt
  - Kruzifix. um 1290–1300 (wird dem Badia a Isola-Meister zugeschrieben –  ehemals Wien, Sammlung Lanckaronski)